# Aerator (urządzenie hydrotechniczne)

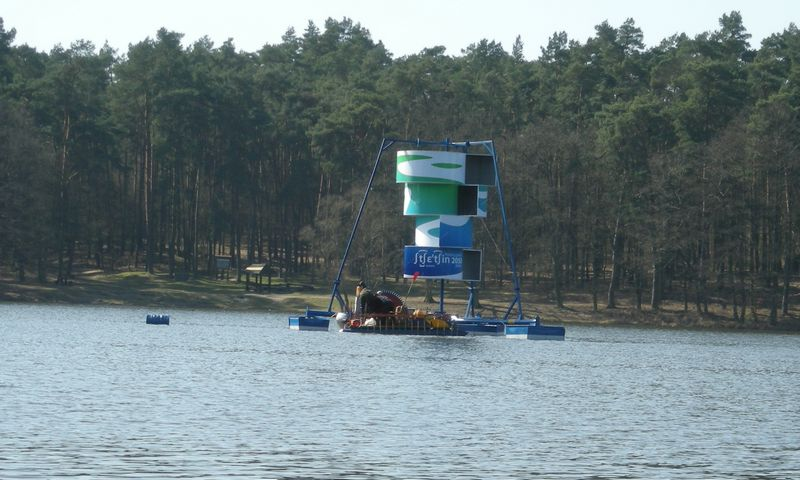
Aerator pulweryzacyjny hypolimnionu od 2008 roku wykorzystywany w procesie rekultywacji silnie zeutrofizowanego Jeziora Głębokiego w Szczecinie

Aerator, napowietrzacz – urządzenie do napowietrzania (aeracji) wody.

## Uzdatnianie wody
Aeratory są stosowane w stacjach uzdatniania wody. Przez proces napowietrzania zwiększa się zawartość tlenu i usuwa się z niej dwutlenek węgla, siarkowodór, a także azot amonowy. Typowy aerator jest zbiornikiem wykonanym ze stali węglowej w środku którego są tzw. szykany, będące system przegród i tarcz odbojowych. Aerator powoduje zmniejszenie właściwości korozyjnych wody i usunięcie rozpuszczonych w niej gazów (które pogarszają jej smak i zapach). 

## Rekultywacja zbiorników wodnych
Aeratory to urządzenia służące do napowietrzania przydennych warstw wody w zbiornikach wodnych, gdzie występuje deficyt tlenowy. Napowietrzanie osadów lub wody to jedna z metod rekultywacji jezior, stosowana w wielu miejscach, choć z różnym skutkiem. W wyniku napowietrzania przydennej warstwy wody poprawiają się warunki tlenowe dla zamieszkujących ją organizmów. Ponadto natlenienie tej strefy sprawia, że wytrącają się nierozpuszczalne związki fosforu, co zmniejsza trofię zbiornika.